# Psectrocladius zelinskii
Psectrocladius zelinskii är en tvåvingeart som beskrevs av Lipina 1939. Psectrocladius zelinskii ingår i släktet Psectrocladius och familjen fjädermyggor. Inga underarter finns listade i Catalogue of Life.